# Знак креста (фильм, 1932)
«Знак креста» (англ. The Sign of the Cross) — американская историческая драма режиссёра Сесила Блаунт Демилля 1932 года. Фильм снимался во Фресно, штат Калифорния.

## Сюжет
В фильме представлена жизнь античного Рима. В 64 г. н. э. император Нерон решил возложить ответственность за пожар в городе на христиан.
Префект Марк увлечен милой девушкой-христианкой, Мерсией. Когда императрица Поппея понимает, что её виды на Марка встречают препятствие, она решает с Нероном убить всех христиан.

## В ролях
- Фредрик Марч — Маркус
- Элисса Ланди — Мерсия
- Клодетт Кольбер — Поппея
- Чарльз Лоутон — Нерон
- Ян Кейт — Тигеллин
- Артур Холл — Титус
- Чарльз Миддлтон — Тайрос
- Гарри Бересфорд — Фавиус
- Том Конлон — Стефан
- Фердинанд Готтшалк — Глабрио
- Вивиан Тобин — Дация

В титрах не указаны
- Анджело Росситто — пронзённый пигмей
- Рут Клиффорд — мать-христианка на собрании
- Салли Рэнд — девушка, съеденная крокодилом
- Миша Ауэр — христианин в темнице
- Флоренс Тёрнер — христианка
- Этель Уэйлс — жалующаяся жена